# Colonel Heeza Liar

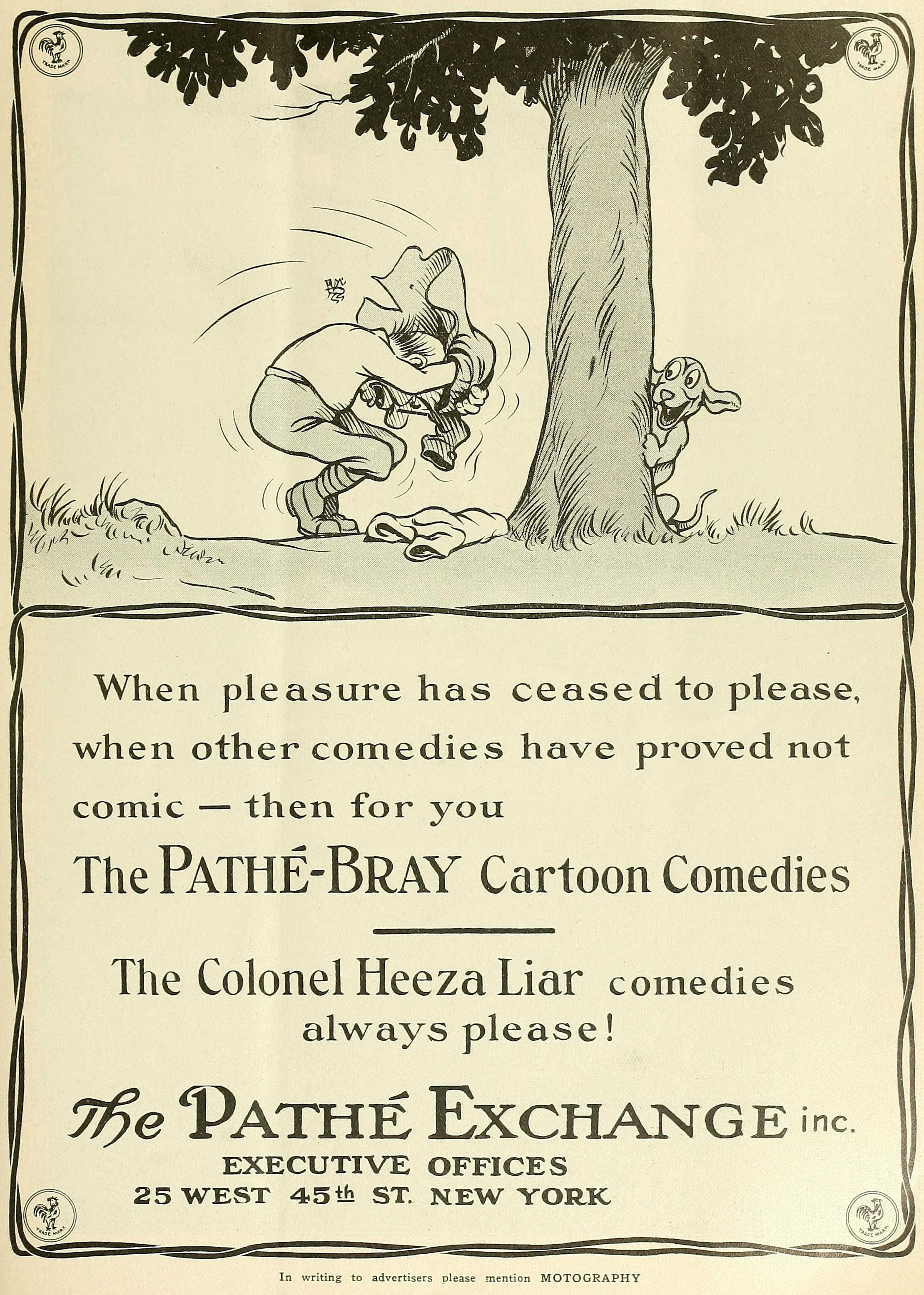
Anzeige für die Colonel Heeza Liar-Filme, 1915

Colonel Heeza Liar (deutsch: Oberst Heeza Liar) ist eine von dem US-amerikanischen Produzenten, Regisseur und Drehbuchautor John Randolph Bray im Jahr 1913 entworfene Trickfilmfigur. Die 59 in den J. R. Bray Studios produzierten Animationsfilme mit Colonel Heeza Liar als Titelfigur wurden von 1913 bis 1917 und von 1922 bis 1924 veröffentlicht. Sie waren die erste Animationsserie mit einer ständigen Hauptfigur.
Colonel Heeza Liar ist ein kleiner und rundlicher Armeeoffizier, der fortwährend in abenteuerliche Situationen gerät, denen er mit Mühe und Not entkommt. Die Figur war wahrscheinlich als Karikatur des ehemaligen US-Präsidenten Theodore Roosevelt und als Anspielung auf dessen Leben als Großwildjäger und als Oberst und Kommandeur der Rough Riders, einem Regiment der US-Kavallerie, angelegt. Sie zeichnet sich durch die Wiedergabe einer Reihe von Begebenheiten im Stil der Lügengeschichten eines Baron Münchhausen aus, die einen Erzähler rasch als Aufschneider entlarven, aber im Animationsfilm attraktive Darstellungen ermöglichen. Auch der Name der Figur entspricht dem, Heeza Liar wird wie He’s a Liar ausgesprochen – Er ist ein Lügner.
Die Handlung von zehn der im Kriegsjahr 1915 erschienenen Episoden spielen im Ersten Weltkrieg und lassen Colonel Heeza Liar als Kriegsberichterstatter für The Daily Bluff entsprechende Abenteuer erleben.

## Produktionsnotizen

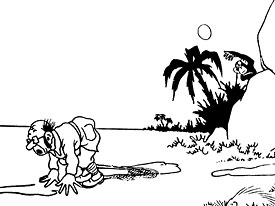
Colonel Heeza Liar in Africa, 1913

Die ersten Filme der Reihe, beginnend mit Colonel Heeza Liar In Africa, wurden in einer frühen Vorstufe der Cel-Methode produziert. Um das mühselige Zeichnen der Hintergründe für jedes einzelne Bild zu vermeiden, wurden die veränderlichen Anteile der Zeichnungen überwiegend auf vorgedruckte Hintergründe gemalt, deren Zeichnung an den betreffenden Stellen entfernt wurde. Es gab auch Hintergründe mit unbedruckten Flächen, bei denen bereits abzusehen war, dass in jenen Teilen Veränderungen stattfinden würden.
Die von Bray angewandte Methode erwies sich als wenig praktikabel. 1915 begann Earl Hurd für Bray zu arbeiten, der im Juni 1915 ein Patent für die Produktion von Animationsfilmen mit Hilfe von Cels erhielt. Hurd brachte seine neue Technologie mit zu Bray, so dass 1915 damit begonnen wurde, auch die Colonel-Heeza-Liar-Filme auf diese Weise herzustellen. Im Vergleich zu wenig früher veröffentlichten Animationsfilmen wie Gertie the Dinosaur von Winsor McCay, die aus Bild für Bild vollständig handgezeichneten Frames bestanden, bedeutete die Verwendung von Cels schnelleres Arbeiten und eine dichtere Abfolge neuer Filme. So wurden mit Colonel Heeza Liar 1913 und 1914 insgesamt acht Filme veröffentlicht, 1915 waren es sechzehn und 1916 zwölf. Die Qualität war allerdings stark beeinträchtigt. So werden viele Szenen im Verlauf eines Filmes wiederholt, die Figuren bewegen sich nicht in der Tiefe des Bildes, sondern fast ausschließlich in einer Ebene, ihre Größe bleibt dementsprechend gleich, wenn mehrere Figuren in einem Bild erscheinen bewegt sich meist nur eine, und häufig bleibt der Bildinhalt über mehrere Sekunden völlig unverändert.
Die Serie wurde 1917 beendet, aber 1922 bis 1924 mit anderen Mitarbeitern fortgesetzt. Produzent war weiterhin John Randolph Bray, Buch und Regie übernahm nun Vernon Stallings, der mit den jüngeren Zeichnern Walter Lantz und Clyde Geronimi zusammen arbeitete. Ein Charakteristikum der zweiten Reihe sind die häufigen Zusammenschnitte mit Realfilm-Szenen, in denen meist Walter Lantz zu sehen ist.

## Filmografie

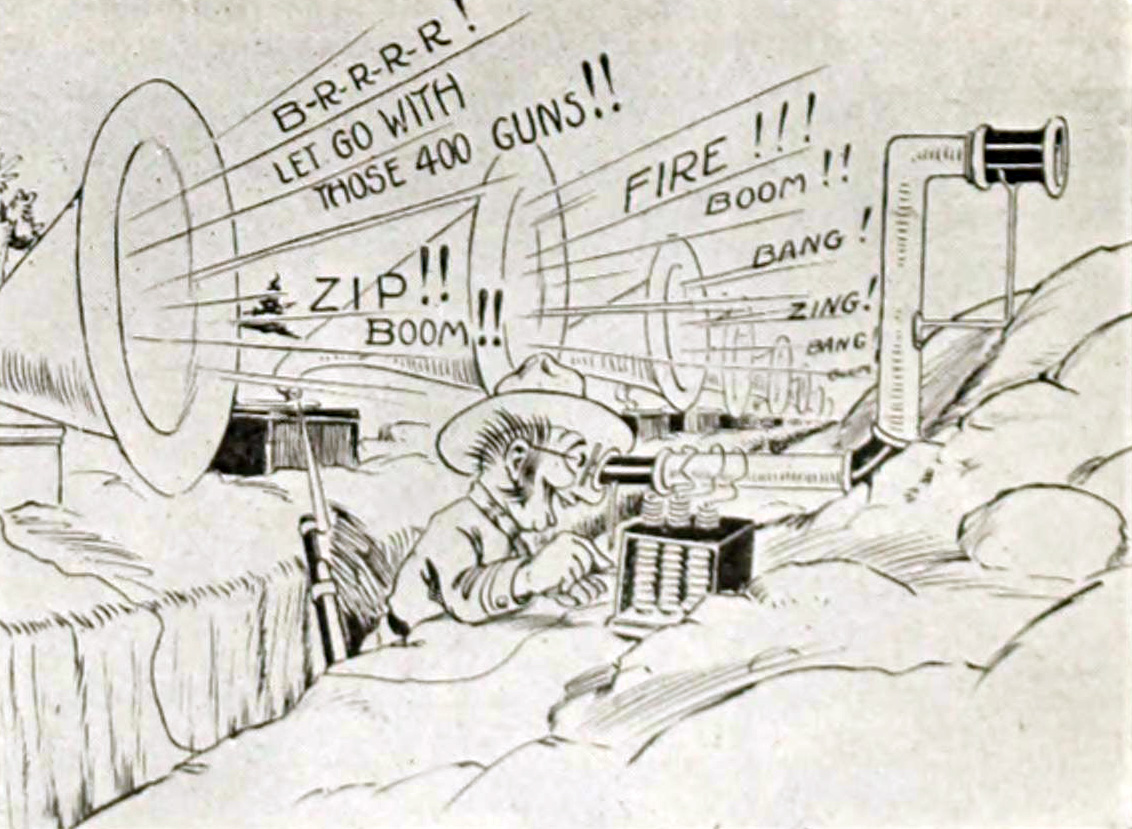
Colonel Heeza Liar and the Bandits, 1916

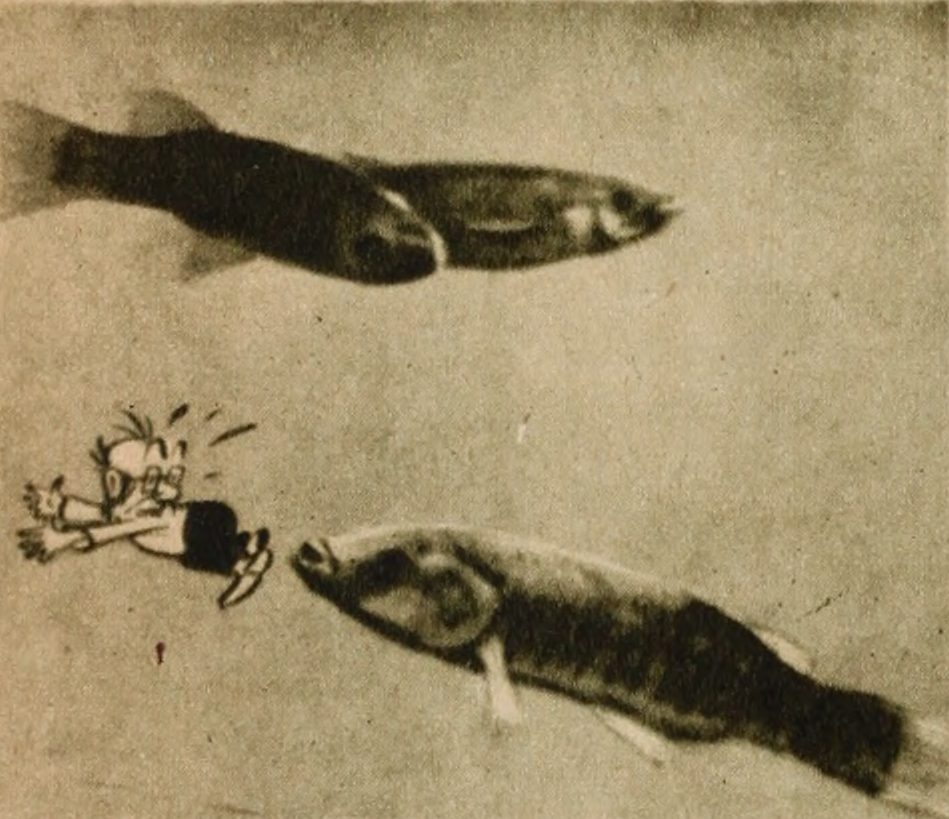
Colonel Heeza Liar’s Treasure Island, 1922

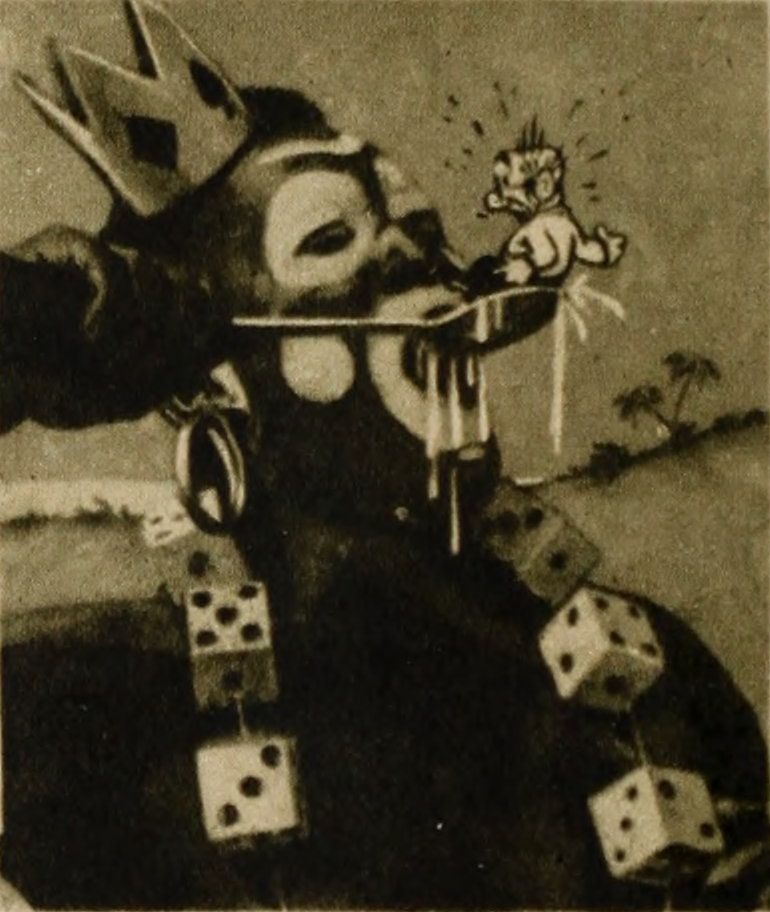
Colonel Heeza Liar’s Treasure Island, 1922

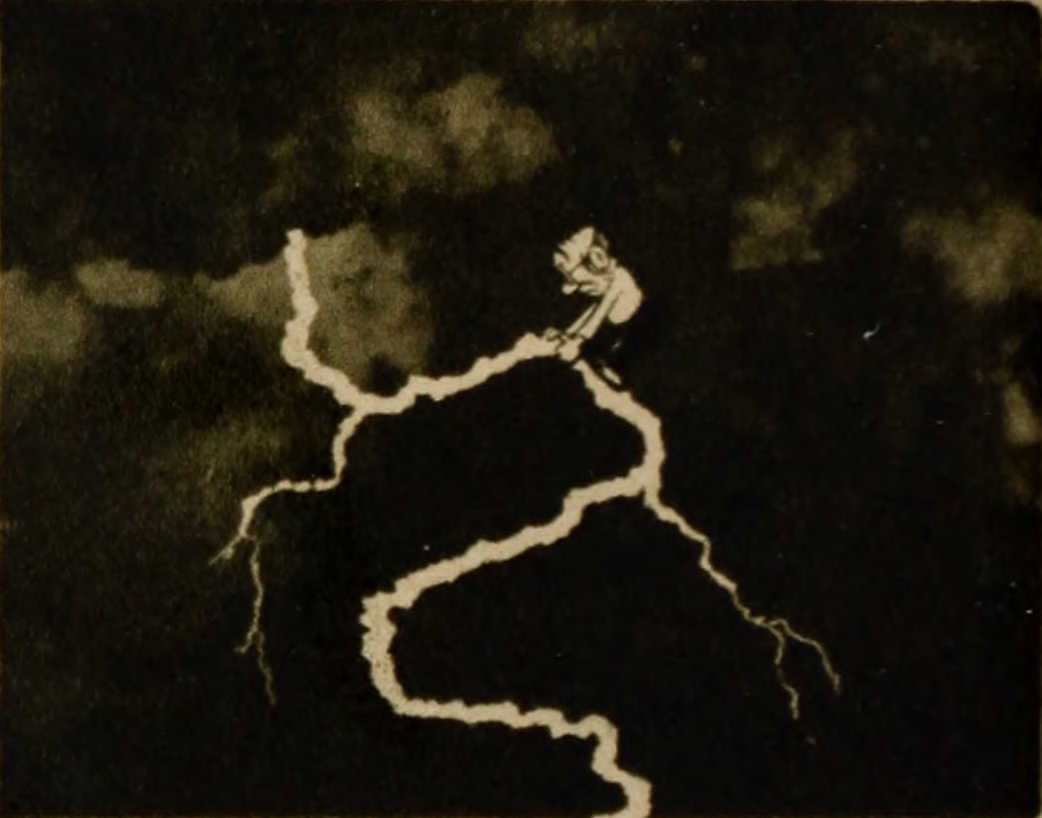
Colonel Heeza Liar’s Treasure Island, 1922

| Titel                                          | Veröffentlichung   | Vertrieb                                        | Buch und Regie     | Anmerkungen |
| ---------------------------------------------- | ------------------ | ----------------------------------------------- | ------------------ | --- |
| Colonel Heeza Liar in Africa                   | 6. Dezember 1913   | Pathé                                           | John Randolph Bray | Bezugnahme auf die Smithsonian-Roosevelt African Expedition von 1909/10 |
| Colonel Heeza Liar’s African Hunt              | 14. Januar 1914    | Pathé                                           | John Randolph Bray | Gelegentlich als identisch mit dem Vorgänger Colonel Heeza Liar In Africa bezeichnet. Der Titel sollte als Anspielung auf den Dokumentarfilm Paul J. Rainey's African Hunt den Absatz fördern. |
| Colonel Heeza Liar Shipwrecked                 | 14. März 1914      | Pathé                                           | John Randolph Bray | |
| Colonel Heeza Liar in Mexico                   | 22. April 1914     | Pathé                                           | John Randolph Bray | |
| Colonel Heeza Liar, Farmer                     | 18. Mai 1914       | Pathé                                           | John Randolph Bray | |
| Colonel Heeza Liar, Explorer                   | 15. August 1914    | Pathé                                           | John Randolph Bray | Nimmt auf die Roosevelt-Rondon Scientific Expedition von 1913/14 Bezug |
| Colonel Heeza Liar in the Wilderness           | 26. September 1914 | Pathé                                           | John Randolph Bray | |
| Colonel Heeza Liar, Naturalist                 | 24. Oktober 1914   | Pathé                                           | John Randolph Bray | |
| Colonel Heeza Liar, Ghost Breaker              | 6. Februar 1915    | Pathé                                           | John Randolph Bray | |
| Colonel Heeza Liar in the Haunted Castle       | 20. Februar 1915   | Pathé                                           | John Randolph Bray | |
| Colonel Heeza Liar Runs the Blockade           | 20. März 1915      | Pathé                                           | John Randolph Bray | |
| Colonel Heeza Liar and the Torpedo             | 3. April 1915      | Pathé                                           | John Randolph Bray | |
| Colonel Heeza Liar and the Zeppelin            | 10. April 1915     | Pathé                                           | John Randolph Bray | |
| Colonel Heeza Liar in the War Zone             | April 1915         | Pathé                                           | John Randolph Bray | |
| Colonel Heeza Liar Signs the Pledge            | 8. Mai 1915        | Pathé                                           | John Randolph Bray | |
| Colonel Heeza Liar in the Trenches             | 13. Mai 1915       | Pathé                                           | John Randolph Bray | |
| Colonel Heeza Liar at the Front                | 16. Mai 1915       | Pathé                                           | John Randolph Bray | |
| Colonel Heeza Liar, Aviator                    | 22. Mai 1915       | Pathé                                           | John Randolph Bray | |
| Colonel Heeza Liar Invents a New King of Shell | 5. Juni 1915       | Pathé                                           | John Randolph Bray | |
| Colonel Heeza Liar, Dog Fancier                | 10. Juli 1915      | Pathé                                           | John Randolph Bray | |
| Colonel Heeza Liar Fools the Enemy             | 31. Juli 1915      | Pathé                                           | John Randolph Bray | |
| Colonel Heeza Liar, War Dog                    | 21. August 1915    | Pathé                                           | John Randolph Bray | |
| Colonel Heeza Liar at the Bat                  | 4. September 1915  | Pathé                                           | John Randolph Bray | |
| Colonel Heeza Liar, Nature Faker               | 28. Dezember 1915  | Pathé                                           | John Randolph Bray | In der Nature-Fakers-Kontroverse des frühen 20. Jahrhunderts ergriff Theodore Roosevelt Partei für die Gegner der Vermenschlichung von Wildtieren                                              |
| Colonel Heeza Liar’s Waterloo                  | 6. Januar 1916     | Pathé                                           | John Randolph Bray | |
| Colonel Heeza Liar and the Pirates             | 5. März 1916       | Pathé                                           | John Randolph Bray | |
| Colonel Heeza Liar Wins the Pennant            | 27. April 1916     | Pathé                                           | John Randolph Bray | |
| Colonel Heeza Liar Captures Villa              | 25. Mai 1916       | Pathé                                           | John Randolph Bray | |
| Colonel Heeza Liar and the Bandits             | 22. Juni 1916      | Pathé                                           | John Randolph Bray | |
| Colonel Heeza Liar’s Courtship                 | 20. Juli 1916      | Pathé                                           | John Randolph Bray | |
| Colonel Heeza Liar on Strike                   | 17. August 1916    | Pathé                                           | John Randolph Bray | |
| Colonel Heeza Liar Plays Hamlet                | 24. August 1916    | Pathé                                           | John Randolph Bray | |
| Colonel Heeza Liar Bachelor Quarters           | 14. September 1916 | Pathé                                           | John Randolph Bray | |
| Colonel Heeza Liar Gets Married                | 11. Oktober 1916   | Pathé                                           | John Randolph Bray | |
| Colonel Heeza Liar, Hobo                       | 15. November 1916  | Pathé                                           | John Randolph Bray | |
| Colonel Heeza Liar at the Vaudeville Show      | 21. Dezember 1916  | Pathé                                           | John Randolph Bray | |
| Colonel Heeza Liar on the Jump                 | 4. Februar 1917    | Pathé                                           | John Randolph Bray | |
| Colonel Heeza Liar, Spy Dodger                 | 19. März 1917      | Pathé                                           | John Randolph Bray | |
| Colonel Heeza Liar’s Temperance Lecture        | 20. August 1917    | Pathé                                           | John Randolph Bray | |
| Colonel Heeza Liar’s Treasure Island           | 17. Dezember 1922  | W. W. Hodkinson Corporation                     | Vernon Stallings   | |
| Colonel Heeza Liar and the Ghost               | 14. Januar 1923    | W. W. Hodkinson Corporation                     | Vernon Stallings   | |
| Colonel Heeza Liar, Detective                  | 1. Februar 1923    | W. W. Hodkinson Corporation                     | Vernon Stallings   | |
| Colonel Heeza Liar’s Burglar                   | 11. März 1923      | W. W. Hodkinson Corporation                     | Vernon Stallings   | |
| Colonel Heeza Liar in the African Jungles      | 3. Juni 1923       | W. W. Hodkinson Corporation                     | Vernon Stallings   | |
| Colonel Heeza Liar in Uncle Tom's Cabin        | 8. Juli 1923       | W. W. Hodkinson Corporation                     | Vernon Stallings   | |
| Colonel Heeza Liar’s Vacation                  | 5. August 1923     | W. W. Hodkinson Corporation                     | Vernon Stallings   | |
| Colonel Heeza Liar’s Forbidden Fruit           | 1. November 1923   | W. W. Hodkinson Corporation                     | Vernon Stallings   | |
| Colonel Heeza Liar, Strikebreaker              | 1. Dezember 1923   | W. W. Hodkinson Corporation                     | Vernon Stallings   | |
| Colonel Heeza Liar’s Mysterious Case           | 1. Februar 1924    | Standard Cinema Corporation / Selznick Pictures | Vernon Stallings   | |
| Colonel Heeza Liar’s Ancestor                  | 1. März 1924       | Standard Cinema Corporation / Selznick Pictures | Vernon Stallings   | |
| Colonel Heeza Liar’s Knighthood                | 1. April 1924      | Standard Cinema Corporation / Selznick Pictures | Vernon Stallings   | |
| Colonel Heeza Liar, Sky Pilot                  | 1. Mai 1924        | Standard Cinema Corporation / Selznick Pictures | Vernon Stallings   | |
| Colonel Heeza Liar, Daredevil                  | 1. Juni 1924       | Standard Cinema Corporation / Selznick Pictures | Vernon Stallings   | |
| Colonel Heeza Liar’s Horseplay                 | 1. Juli 1924       | Standard Cinema Corporation / Selznick Pictures | Vernon Stallings   | |
| Colonel Heeza Liar, Cave Man                   | 1. August 1924     | Standard Cinema Corporation / Selznick Pictures | Vernon Stallings   | |
| Colonel Heeza Liar, Bull Thrower               | 1. September 1924  | Standard Cinema Corporation / Selznick Pictures | Vernon Stallings   | |
| Colonel Heeza Liar the Lyin' Tamer             | 1. Oktober 1924    | Standard Cinema Corporation / Selznick Pictures | Vernon Stallings   | |
| Colonel Heeza Liar’s Romance                   | 1. November 1924   | Standard Cinema Corporation / Selznick Pictures | Vernon Stallings   | |
| Colonel Heeza Liar, Nature Faker               | 1. Dezember 1924   | Standard Cinema Corporation / Selznick Pictures | Vernon Stallings   | Erneuter Bezug zur Nature-Fakers-Kontroverse |